# Smarków (województwo dolnośląskie)
Smarków – kolonia w Polsce, położona w województwie dolnośląskim, w powiecie wołowskim, w gminie Wołów.
Do 2023 r. miejscowość była przysiółkiem wsi Warzęgowo.
Kolonia wchodzi w skład sołectwa Warzęgowo.
W latach 1975–1998 przysiółek należał administracyjnie do województwa wrocławskiego.